# Rundlingsmuseum

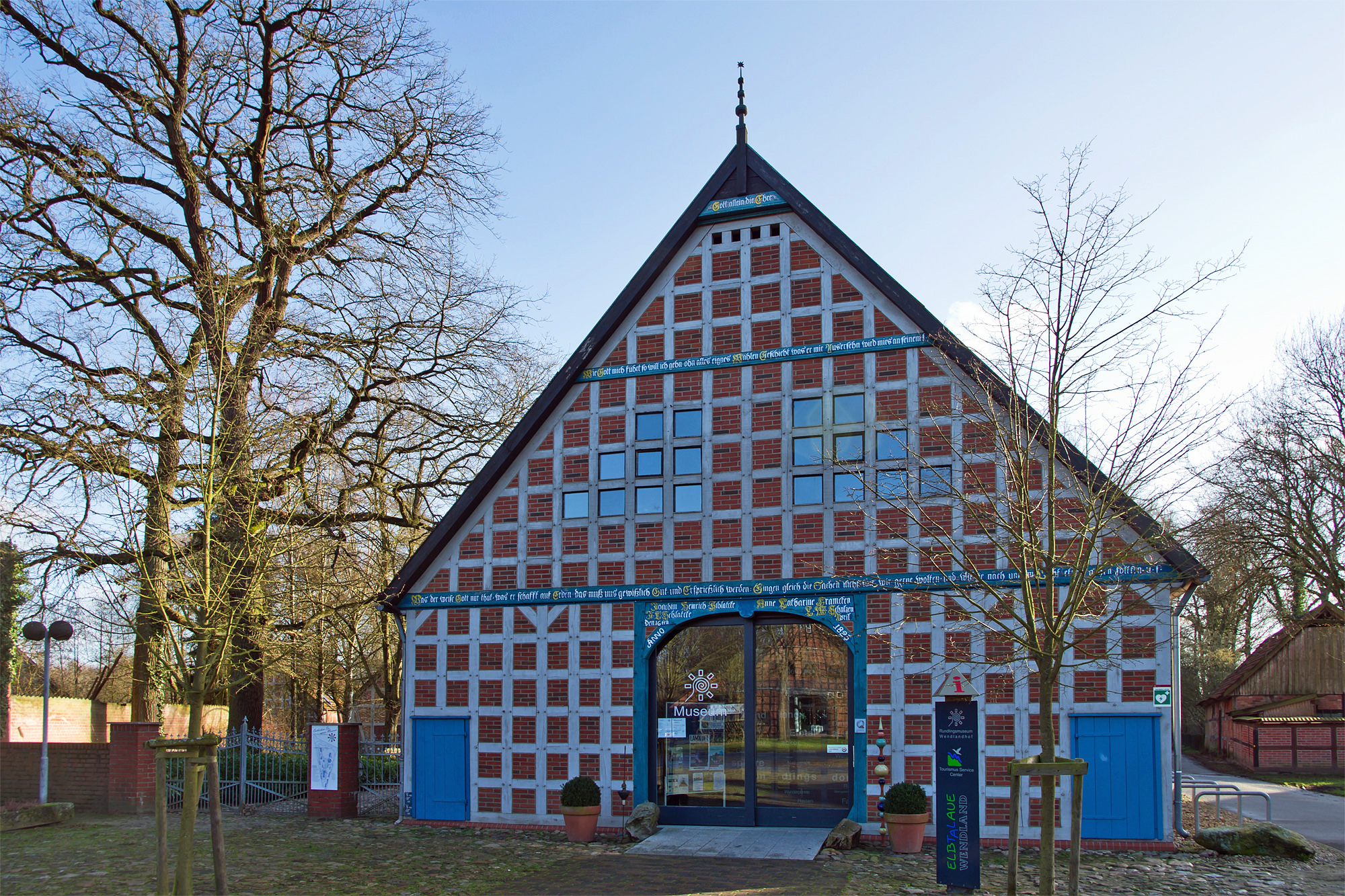
Rundlingsmuseum, Eingang durch das Haupthaus

Das Rundlingsmuseum, auch Wendlandhof genannt, ist ein Freilichtmuseum in Lübeln im Landkreis Lüchow-Dannenberg.

## Geschichte
Es ist auf einer ehemaligen Hofstelle errichtet worden, die der Landkreis Lüchow-Dannenberg 1972 gekauft hatte. Vorher war die Idee eines neu zu errichtenden musealen Rundlingsdorfes verworfen worden. Es wurde daher in einem der am besten erhaltenen Rundlinge der Gedanke eines Rundlingsmuseums mit der Umnutzung historischer Bauten und sozial-kulturellen Ideen kombiniert.
1976 wird das sogenannte Heimathaus eröffnet und 1978 um ein umgesetztes Backhaus, eine Flachsdarre und eine neu errichtete Wagenremise, die einem historischen Vorbild nachempfunden wurde, erweitert. 1980 lehnte der Kreistag den Ausbau zu einem größeren Museum ab. Die Besucherzahlen nahmen aber bis 1987 auf fast 50.000 zu. Deswegen wurde in den folgenden zehn Jahren das Museum durch den Ausbau der Fläche und die Umsetzung von Gebäuden konsequent ausgebaut: 1987 Parum-Schultze-Haus und Museumscafé, 1988 Schmiede, 1991 Durchfahrtscheune und 1996 Stellmacherei. Nach der Grenzöffnung von 1989 kamen deutlich weniger Besucher ins Museum, weil die Förderung für Gruppenreisen an die innerdeutsche Grenze entfiel. 2005 gab der Landkreis die Trägerschaft an die regionale Tourismusverwaltung ab, die im Jahr zuvor im Haupthaus des Museums ihre zentrale Tourismusinformation aufgebaut hatte. In Zusammenarbeit mit dem Rundlingsverein wurde ein Programm mit Aktionstagen, Ausstellungen und Museumspädagogik ausgebaut, das die Besucherzahlen wieder ansteigen ließ. 2013 wurde eine Obstscheune mit Streuobstwiese durch den niedersächsischen Umweltminister Stefan Wenzel eröffnet. In der Stellmacherei, der Schmiede, dem Backhaus, dem Webstuhl, dem Göpelwerk, dem Bienenzaun (Imkerei) und der Töpferei werden regelmäßig alte Handwerkstechniken vorgeführt.

## Themen der Dauerausstellung
- Johann Parum Schultze
- Ländliches Leinengewerbe
- umfangreiche Trachtenausstellung wendländischer Tracht[3]
- Entstehung und Entwicklung der Rundlinge.

## Gebäude
- Haupthaus: Eingang und Tourismuszentrale, Vierständerhaus.
- Heimathaus: Mittelpunkt des Rundlingsmuseums, ein Dreiständerhaus aus dem Jahre 1733.
- „Johann-Parum-Schultze-Haus“: das Zweiständerhaus wurde vom Bauernchronisten Johann Parum Schultze in Süthen bei Küsten 1710 erbaut, steht seit 1987 in Lübeln mit der Ausstellung „Parum Schultze und seine Zeit“.
- Durchfahrtscheune: wurde 1852 in Güstritz erbaut, 1980 abgebaut, von 1989 bis 1991 aufgestellt mit einer Ausstellung über die Rundlinge und ihre Entstehung.
- Backhaus: Der jetzt vorhandene Backofen stammt aus Köhlen (Luckau), 1977 auf dem Museumsgelände aufgebaut. Regelmäßige Backtage.
- Speichergebäude: 1989 nach historischem Vorbild wieder aufgebaut, mit einer Ausstellung zum Flachsanbau und zur Leinenherstellung im Hannoverschen Wendland und der Lüchower „Legge“.
- Baakstav oder die Flachsröste/Darre: 1979 auf dem Museumsgelände nachgebaut.
- Schmiede (Werkstatt): Mitte des 19. Jahrhunderts in Prisser bei Dannenberg (Elbe) entstanden, 1987 nach Lübeln umgesetzt.
- Stellmacherei: stammt aus Lichtenberg (Ortsteil von Woltersdorf).
- Trachtenhaus: umfangreiche Trachtenausstellung, im Jahre 1887 als Pferde- und Schweinestall gebaut, seit 2005 neue Nutzung.
- Remise: historische Wagenschuppen mit Leiterwagen, Ackerwagen, Kutschen und Ackergeräte, 1977 auf dem Museumsgelände nachgebaut.
- Töpferei: seit 2001 mit Werkstattladen.
- Bienenzaun: aus Stroh geflochtene Bienenkörbe mit einem Dach darüber, stehen seit 1979 im Museum.
- Kinderaktionshaus: ehemaliges Speichergebäude von 1750, stammt aus Gühlitz, im Jahr 2000 aufgebaut, dient für Mitmach- und Ferienprogramme wie Schmieden, Tonarbeiten, Kochen, Backen, Holzarbeiten, Gärtnern, Imkern, Pferdepflege.
- „Pardemang“ ist ein Toilettenhäuschen.
- Obstscheune: Ausstellung zum Thema Obst mit „Erlebniswelt alte Obstsorten“.
- Göpelwerk: eine Antriebstechnik, mit der Pferde dort eine Schrotmühle antreiben.

Gebäude auf dem Gelände des Museums
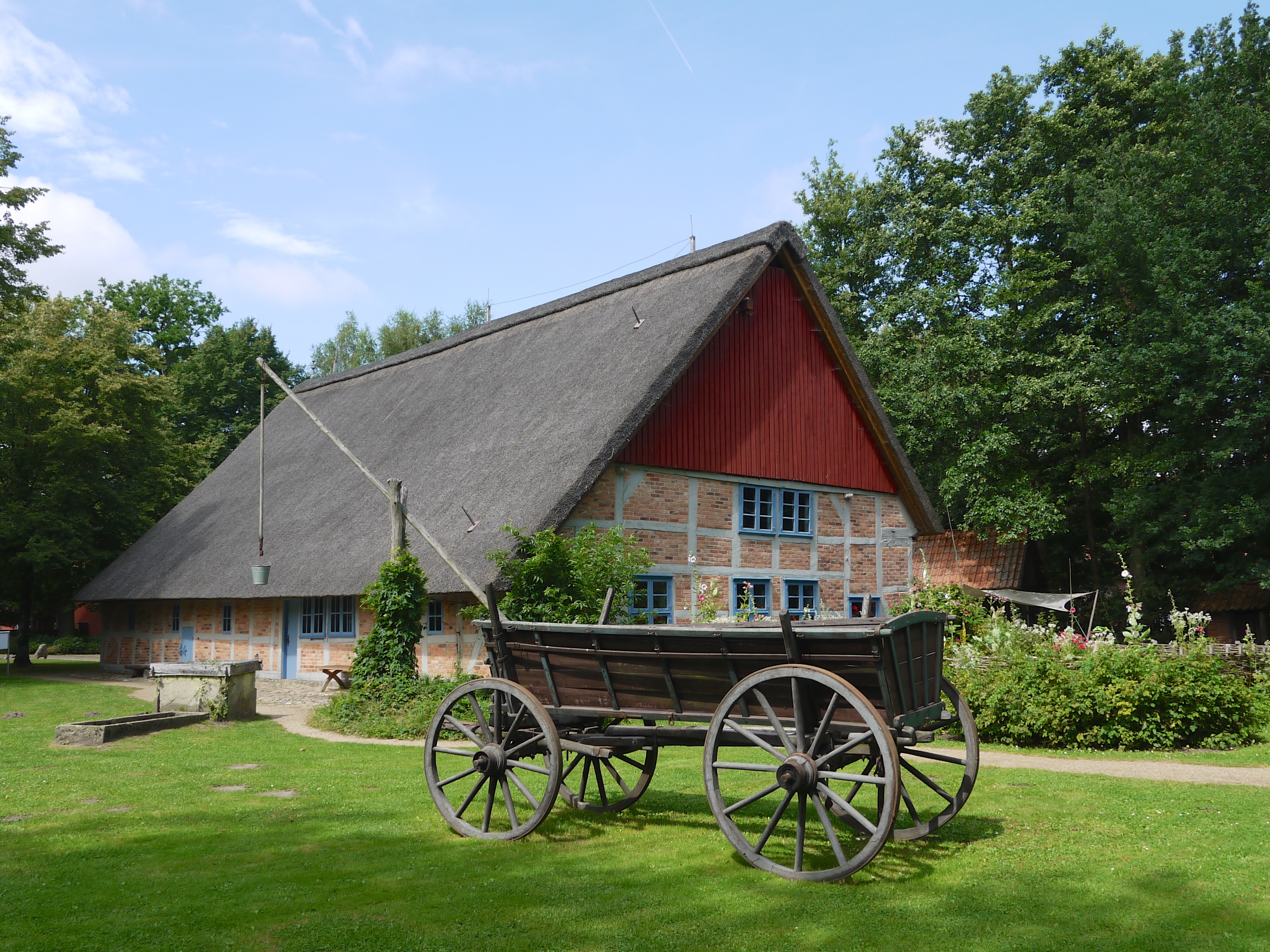
Heimathaus
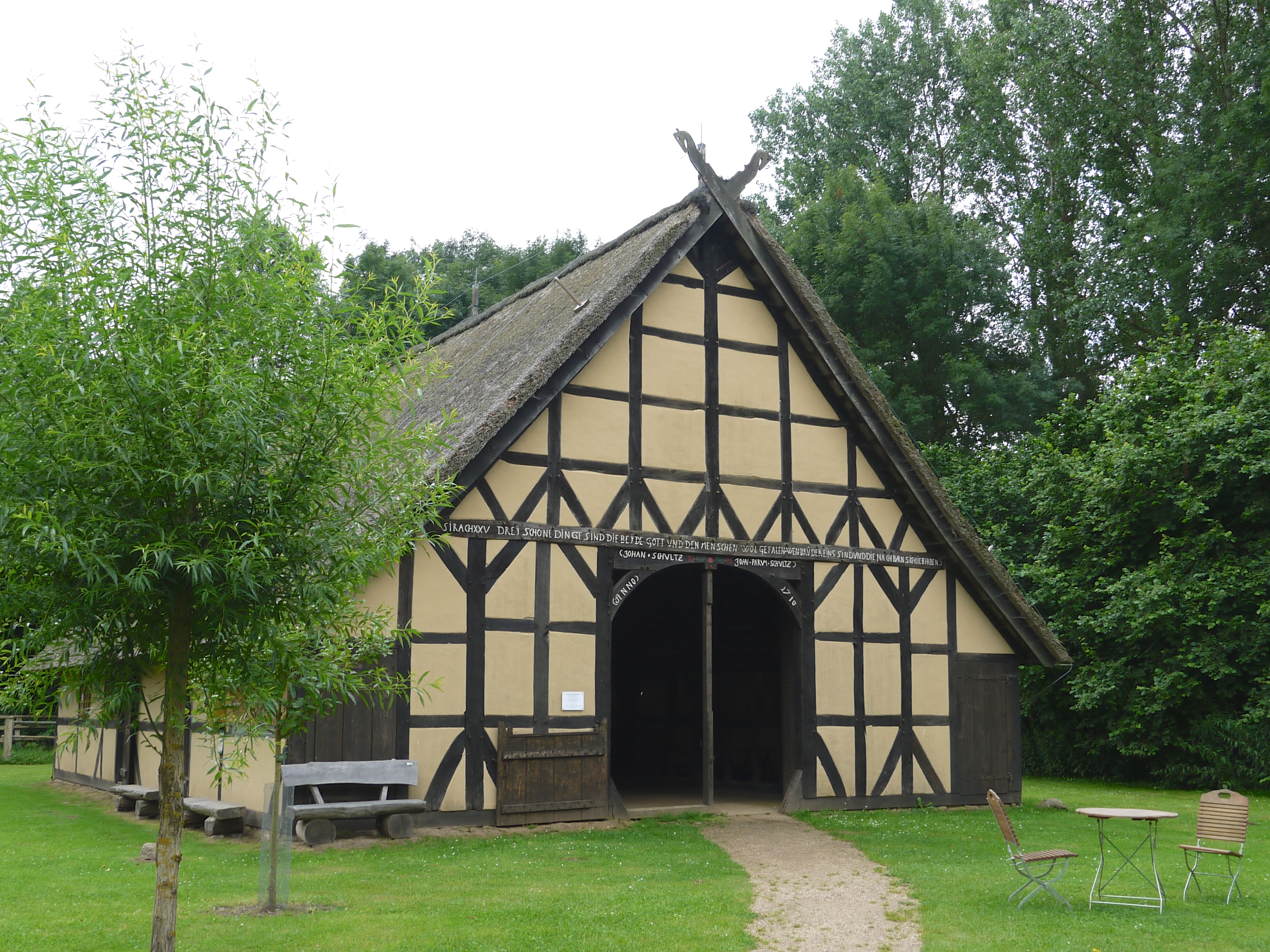
Parum Schultze Haus
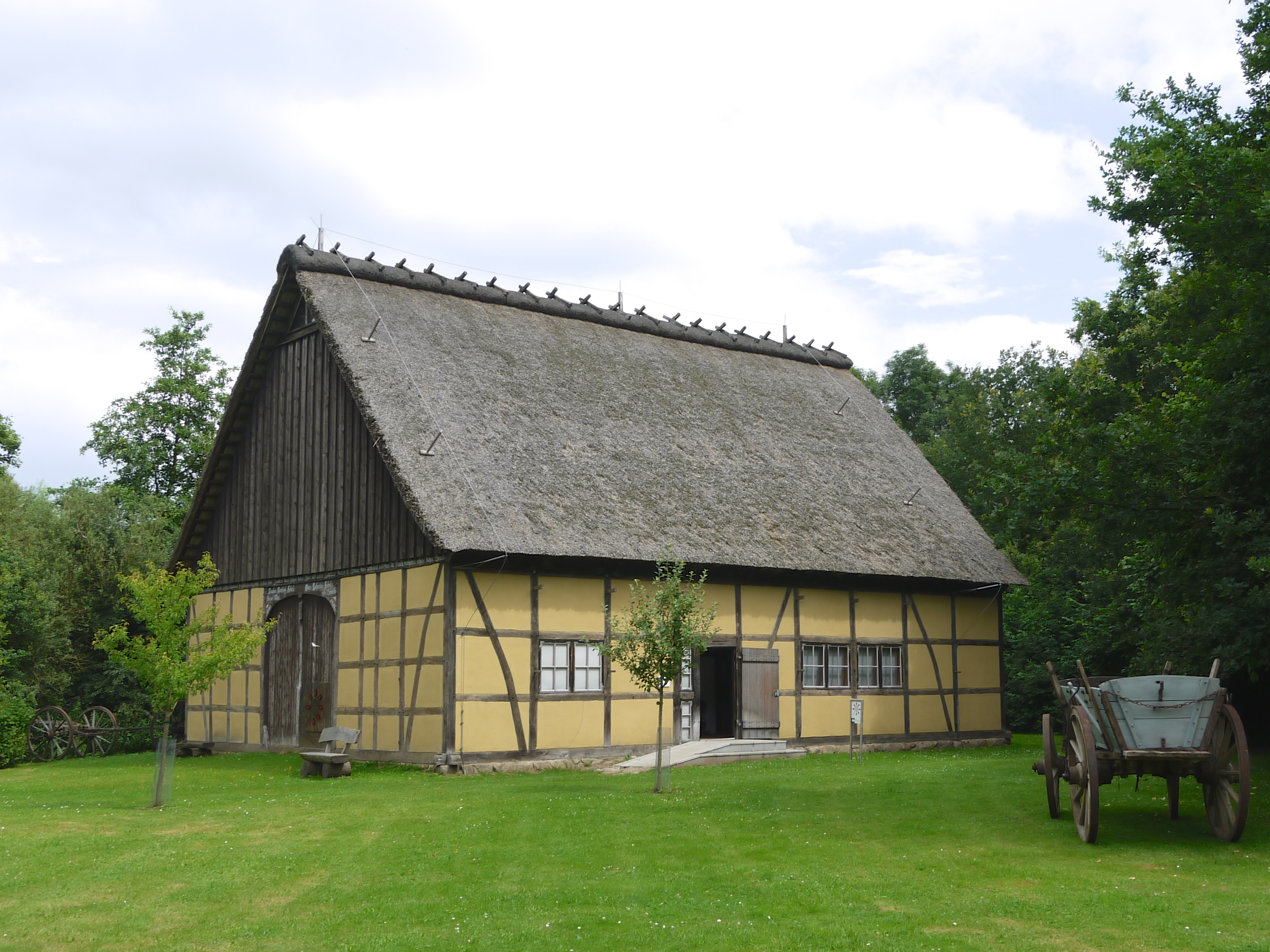
Durchfahrtscheune
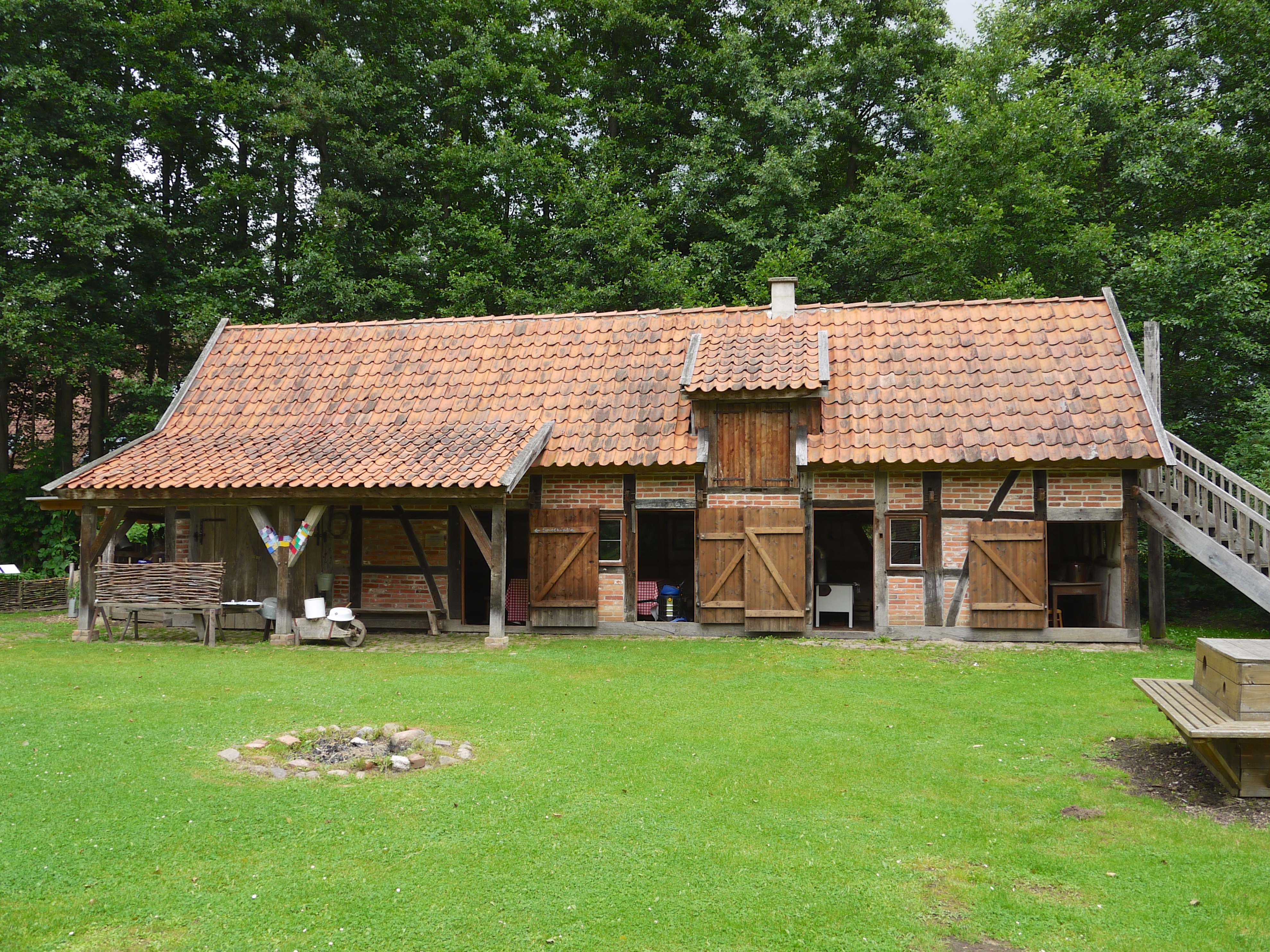
Kinderaktionshaus
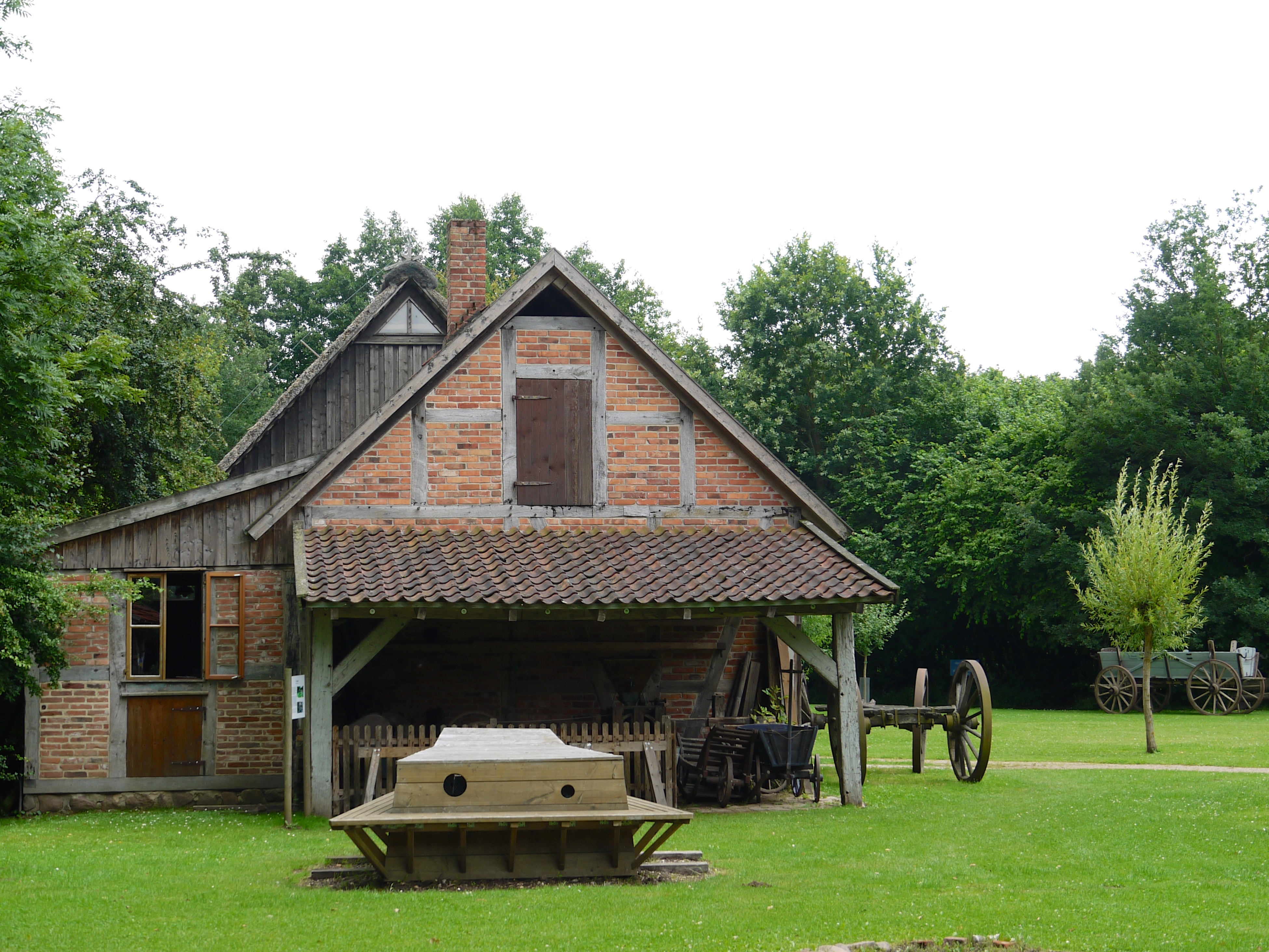
Stellmacherei
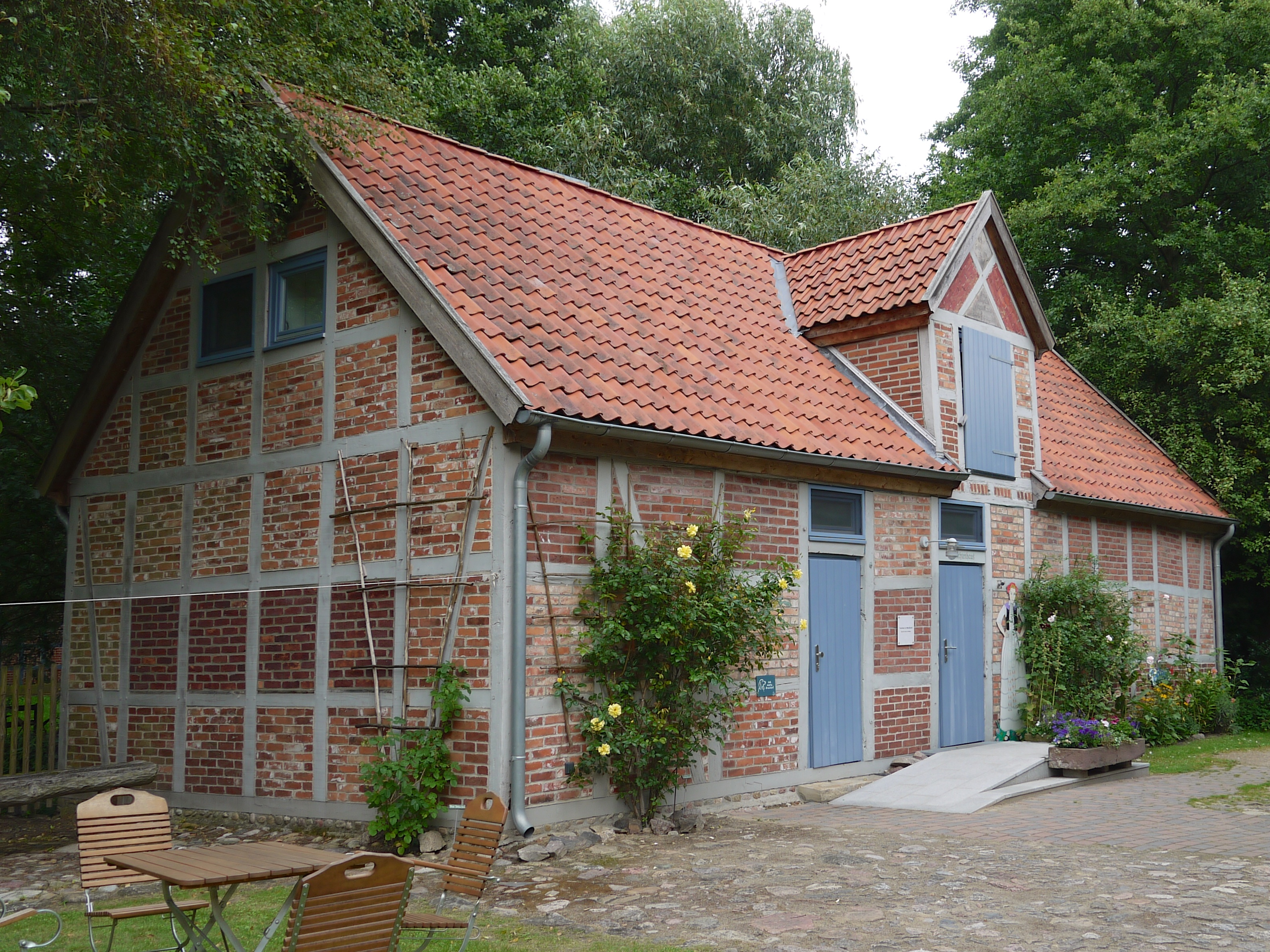
Trachtenhaus
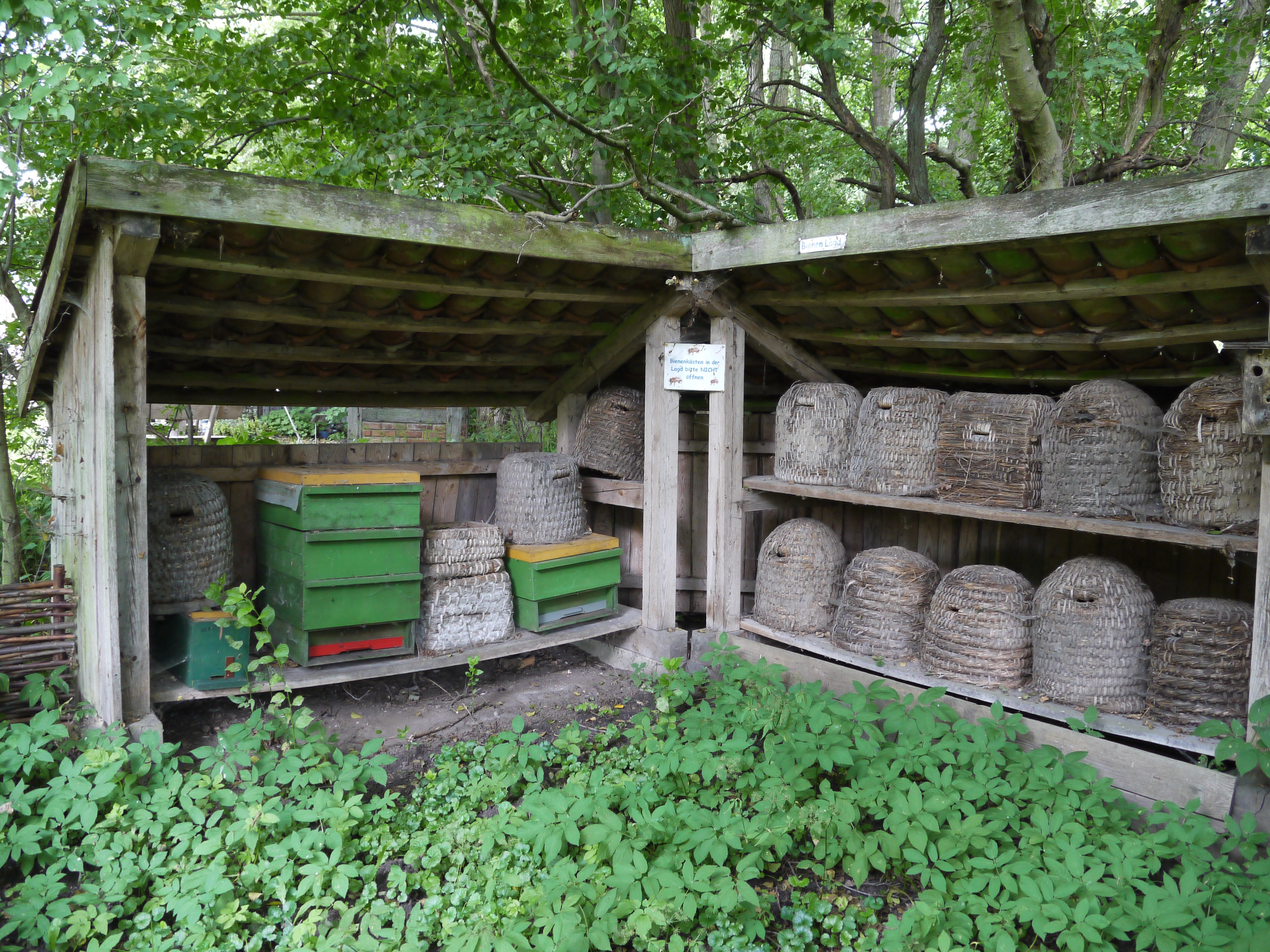
Bienenzaun
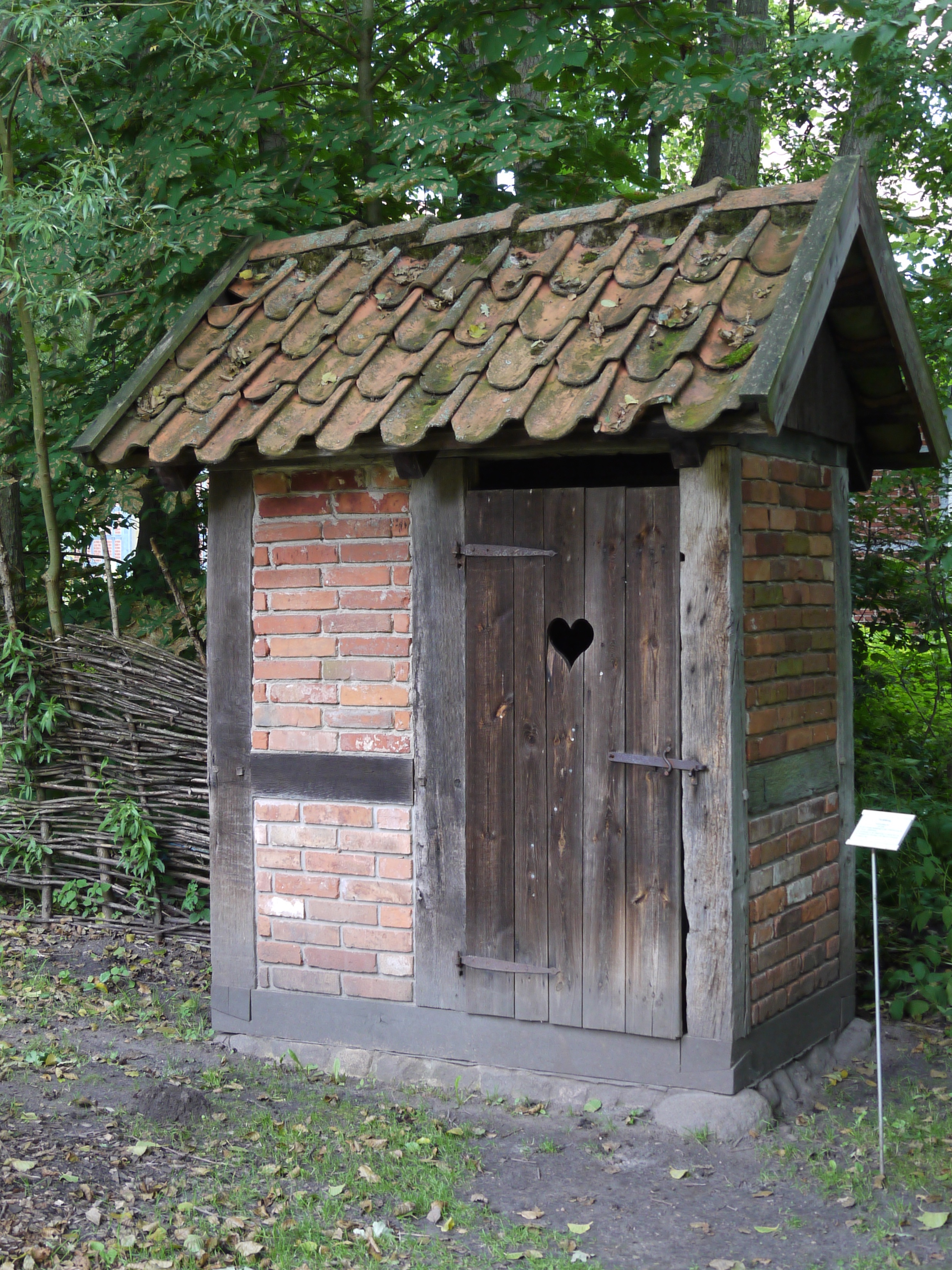
„Pardemang“ (Toilettenhaus)

## Gärten
- Bauerngarten: Gewürz- und Heilkräuter sowie alte Blumensorten im formalen Stil nach Alfred Lichtwark. Der Garten verbindet auf kleinem Raum Schönes mit Nützlichem.
- Kräuterrondell: 2000 auf 260 m² als Schau- und Lehrgarten für mehr als 100 alte Kulturpflanzen angelegt.
- Gemüsegarten und Getreideschaubeet: Seltene Kulturpflanzen sowie alte Salat- und Getreidesorten.
- Streuobstwiese: seit 2006 mit über 50 Obstbäumen alter Obstsorten.

## Trivia
- Im Rundlingsmuseum hat das Standesamt Lüchow eine Außenstelle im Heimathaus des Wendlandhofes. Paare können dort heiraten.
- Im Haupthaus gibt es einen Rundlingsladen.
- Das Museum ist weitgehend barrierefrei.
- Für Wanderreiter gibt es Paddocks.
- Im Museum gibt es Tagungsräume, die angemietet werden können.
- Einen Ostereiermarkt bietet das Museum seit über 30 Jahren zum Saisonauftakt an.[4]